# Ahmet Düverioğlu
Ahmet Düverioğlu, connu aussi sous le nom d'Ahmad Hekmat Al-Dwairi, né le 4 mars 1993, à Istanbul, est un joueur turco-jordanien de basket-ball. Il évolue au poste de pivot.

## Carrière

### Débuts de carrière (2009-2014)
Düverioğlu commence sa carrière professionnelle à Zain (en) dans le championnat de Jordanie en 2009.
En 2010, il signe au club jordanien de l'Al Riyadi Amman (en). Puis, il est transféré à l'Université des sciences appliquées (en) (A.S.U), où il remporte deux titres de championnat de Jordanie en 2013 et 2014.
Après deux ans avec l'A.S.U., en 2014, Düverioğlu part en Serbie où il signe avec le Mega Vizura.

### Anadolu Efes (2014-2016)
Après avoir mis fin à son contrat avec Mega Vizura où il n'a joué aucun match, Düverioğlu part en Turquie (où il est né et a déjà la nationalité) et signe avec le Pertevniyal S.K. (en) en seconde division du championnat turc, qui est un club satellite d'Anadolu Efes.
Après la fin de saison 2013-2014, Düverioğlu part à Anadolu Efes où il remporte la coupe de Turquie 2015.
Durant la saison 2015-2016, il participe au championnat turc et à l'Euroligue. Sa meilleure performance avec l'Anadolu Efes est réalisée contre le Laboral Kutxa, en terminant la rencontre avec 8 points, 3 rebonds, 1 contre en 9 min 40 secondes de temps de jeu.

### Fenerbahçe (2016-2022)
Le 28 juillet 2016, Düverioğlu signe un contrat de trois ans avec le club turc de Fenerbahçe. Il commence sa carrière avec Fenerbahçe en remportant la coupe de Turquie 2016. Sous les ordres de Željko Obradović, son temps de jeu et ses performances ont considérablement augmenté avec Fenerbahçe. Au début de la saison 2016-2017, qui a été la plus fructueuse de l'histoire du club, Düverioğlu la coupe de Turquie 2017 avec le Fener. À la fin de la saison, il remporte le championnat turc 2016-2017 et l'Euroligue 2016-2017, réalisant un triplé continental. Sa meilleure performance avec Fenerbahçe en Euroligue est réalisée contre le Panathinaikos Superfoods, dans un mamtch qu'il termine avec 13 points, 4 rebonds, 1 passe décisive et 1 contre en 15 minutes et 30 secondes de temps de jeu.
Sur la saison 2017-2018 d'Euroligue, Fenerbahçe accède au Final Four 2018 pour la quatrième fois consécutive. Toutefois, ils perdent en finale contre le Real Madrid 80 à 85.

### Bursaspor Basketbol (2022-2023)
Düverioğlu s'engage avec le Bursaspor Basketbol (en) à l'été 2022.

### Sélection nationale
Düverioğlu, sous le nom d'Ahmad Al-Dwairi, est un joueur régulier de l'équipe nationale jordanienne. Il a joué pour l'équipe nationale de Jordanie aux Jeux asiatiques de 2014, avec une moyenne de 11,5 points et 9,5 rebonds par match. Il a également participé à la Coupe Asie FIBA 2014, où il a obtenu des moyennes de 12,7 points et de 10,0 rebonds par match.
Entre le 31 août et le 16 septembre 2019, il participe à la Coupe du monde 2019 en Chine avec l'équipe nationale de Jordanie. Son équipe termine 28e de la compétition.

## Palmarès

### En club
- Vainqueur de l'Euroligue : 2017
- Vainqueur de la Coupe de Turquie 2019, 2020
- Champion de Turquie : 2017, 2018 et 2022
- Vainqueur de la coupe du Président : 2015, 2016, 2017
- Champion de Jordanie : 2013, 2014

### Sélection nationale
- 28e à la Coupe du monde en 2019